# 横須賀市立鷹取中学校
横須賀市立鷹取中学校（よこすかしりつ たかとりちゅうがっこう）とは、神奈川県横須賀市湘南鷹取にある市立中学校。

## 沿革
- 1980年（昭和55年）4月1日 - 横須賀市立追浜中学校から分離、開校。
- 2003年（平成15年） - 2学期制になる。

## 通学区域
2014年度は湘南鷹取である。

## 進学前小学校
- 横須賀市立鷹取小学校 - 全域

また、公立学校選択制により、以下の学校からも進学できる。
- 横須賀市立追浜小学校
- 横須賀市立夏島小学校
- 横須賀市立浦郷小学校
- 横須賀市立船越小学校
- 横須賀市立田浦小学校
- 横須賀市立長浦小学校

## 交通
- 京浜急行バス たかとり中学校バス停より徒歩2分

## 著名な出身者
- 橘ケンチ（EXILE）